# Desarrollo de Salto de Rana
El desarrollo de "Salto de Rana", llamado en inglés Leapfrogging Development, es un fenómeno urbano y de desarrollo económico que se refiere a la expansión o crecimiento discontinuo y no contiguo de una ciudad o área urbana. En este tipo de desarrollo, los nuevos asentamientos o urbanizaciones se establecen en terrenos más alejados y a menudo más baratos, dejando grandes espacios vacíos o no urbanizados entre la ciudad principal y estos nuevos desarrollos. Esto genera un patrón de crecimiento en "saltos", en lugar de ejercer una expansión compacta y continua desde el centro hacia la periferia.
Este tipo de desarrollos se da por numerosas razones. A menudo los promotores prefieren quedarse con terrenos más cercanos a las ciudades y, en cambio, prefieren desarrollar terrenos menos valiosos más alejados de los centros urbanos. Además, muchos desarrolladores prefieren construir en grandes áreas abiertas, ya que puede ser más fácil y existen menos restricciones para construir que en las ciudades. Otras razones para que exista el desarrollo de Salto de Rana, incluyen la disponibilidad de servicios, los costos del transporte y los costos y regulaciones involucrados en la construcción de los desarrollos.

### Problemas comunes en Phoenix
Las comunidades planificadas de Phoenix proporcionaban servicios, pero eso no evitó que surgieran problemas más adelante. Por ejemplo, los desarrolladores planearon traer negocios, empleos, bibliotecas y otros servicios a estas comunidades, pero no pudieron satisfacer la creciente demanda. Debido a las limitadas oportunidades de empleo dentro de estas comunidades, las personas que vivían en estos desarrollos tenían que viajar diariamente, lo que generó preocupaciones sobre un aumento en la contaminación. Se descubrió además que resultaba muy costoso extender las líneas de gas, alcantarillado y agua desde la ciudad y sus áreas vecinas hasta las nuevas comunidades distantes.

### Respuesta del gobierno de Arizona

#### Ley de Gestión de las Aguas Subterráneas de Arizona
En 1980, los gobiernos estatales y locales de Arizona aprobaron la Ley de Gestión de las Aguas Subterráneas de Arizona, lo que promovió aún más el Salto de Rana hacia lugares más remotos del estado. En virtud de esta ley, los proyectos de desarrollo debían demostrar que tenían acceso a un suministro de agua para cien años que no contribuyera al agotamiento de las aguas subterráneas. En la práctica, esto significó que los promotores tenían que depender en gran medida de las líneas de agua municipales, lo que hizo que fuera mucho más costoso para ellos expandirse en áreas distantes de los municipios existentes.

#### Tarifas por impacto en el desarrollo
El costo de ampliar la infraestructura puede ser exorbitante, por lo que muchos lugares como Phoenix emitieron tarifas de impacto por desarrollo. Los desarrolladores estarían sujetos a estas tarifas si llegaran a construir nuevas comunidades alejadas de la ciudad. El gasto adicional desalentó los desarrollos de Salto de Rana y eliminó al menos parte de la pesada carga financiera que soportaba la ciudad al extender la infraestructura para estos desarrollos.
Los desarrolladores y aquellos que se oponen a las tarifas de impacto del desarrollo argumentaron que estas tarifas perjudicarían a los compradores de viviendas al aumentar el costo de las propiedades. Además, argumentaron que las tarifas podrían perjudicar a las familias de bajos ingresos debido al aumento de los alquileres y los retrasos en la construcción de nuevas unidades de vivienda asequibles. Otra preocupación era que las tarifas de impacto harían que las personas, las empresas y los ingresos fiscales asociados se mudaran a zonas sin tarifas de impacto de desarrollo.
Sin embargo, los resultados de un grupo de trabajo de Arizona muestran que las tarifas de impacto no tendrían un efecto significativo sobre los propietarios de viviendas. Era poco probable que las tarifas de impacto aumentaran drásticamente los precios de las viviendas: "con una tarifa de $3,000, el aumento en el pago hipotecario mensual para un préstamo con pagos nivelados a 30 años al 10 por ciento sería de $52.70". El único caso en el que los propietarios de viviendas y las familias de bajos ingresos se verían afectados negativamente sería una situación en la que las tarifas de impacto aumentaran drásticamente. Pero se considera improbable que este escenario ocurra.
Phoenix decidió suspender estas tarifas de impacto al desarrollo en una sección de la ciudad debido al temor de que varios desarrollos comerciales se marcharan y optaran por desarrollarse en otros lugares.

### Programa de viviendas de relleno en Phoenix
El Programa de Viviendas de Relleno de Phoenix comenzó en 1995. El programa utilizó incentivos para alentar la construcción de desarrollos o viviendas en terrenos entre los desarrollos de Salto de Rana y las ciudades que habían sido "saltadas". Estos incentivos incluían la eliminación de parte o la totalidad del costo de los permisos, la zonificación y el agua, así como un proceso de desarrollo potencialmente acelerado. El alcalde de Phoenix afirmó que el Programa de Viviendas de Relleno parece tener éxito, pero el progreso es lento.